# Tartalo
En la mitologia basca, Tartalo (o Torto) representa un ciclop amb costums antropòfags i comportament terrorífic. Vivia en les muntanyes i menjava ovelles, persones i era un ser enorme amb una força descomunal.

## Orígens
Tartalo ha estat descrit com l'equivalent basc del cíclope Polifem, i la similitud amb aquest cíclope a l'Odissea d'Homer és convincent, però la derivació directa de fonts homèriques pot no estar necessàriament implicada, ja que els paral·lelismes a aquests es poden trobar a tot el món.
Cerquand va suggerir que el nom "Tartaro" derivava del poble tàrtar, de la mateixa manera que la paraula "ogre" derivava dels "hongaresos". Wentworth Webster hi estava d'acord, tot i que va expressar alguns dubtes.

## Característiques
Tartalo segons la tradició dels contes populars és un ésser enorme, amb un sol ull, que acostuma a habitar les coves, capturant joves o aquells que van buscar refugi a la seva cova i els devora. En un relat oral, el Tartalo menjava una ovella sencera cada dia.